# Provinzmuseum Gansu

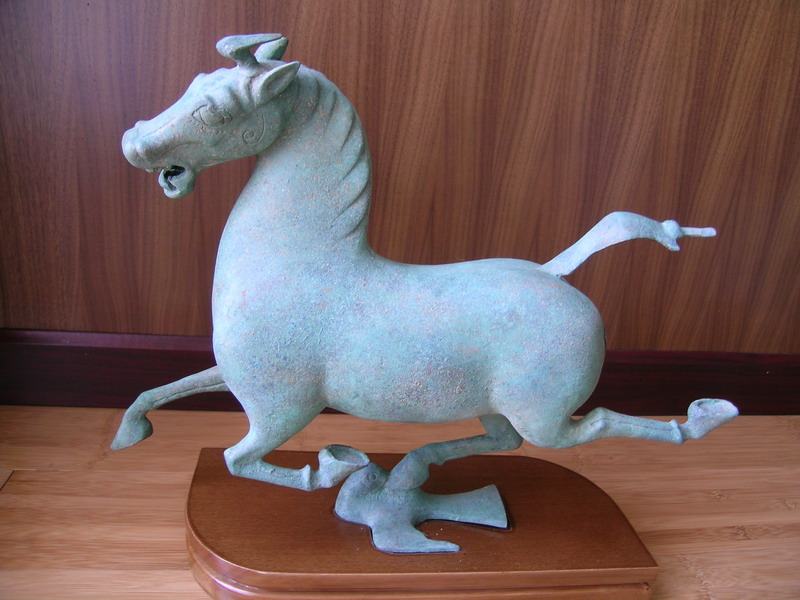
„Fliegendes Pferd“ (Tongbenma)

Das Provinzmuseum von Gansu oder Gansu-Museum (chin. 甘肃省博物馆 Gānsù Shěng Bówùguǎn; engl. Gansu Provincial Museum) befindet sich in Lanzhou, der Hauptstadt der chinesischen Provinz Gansu. 
Es wurde 1956 unter seinem jetzigen Namen gegründet und geht auf eine ältere Institution zurück, das 1939 gegründete Gānsù Shěng kēxué jiàoyùguǎn (甘肃省科学教育馆). 
Die Adresse des Museums ist Xijin Xi Lu 3 (Xijin West Road 3). Amtierender Direktor ist E Jun (俄军).

## Exponate
Zu seinen Highlights zählen die Keramiken verschiedener neolithischer Kulturen, darunter die bemalte Keramik aus der Dadiwan-Kultur, sowie das 1969 in Wuwei entdeckte, auf dem Rücken einer Schwalbe galoppierende bronzene Pferd, das „Fliegende Pferd“ aus dem Grab des Generals Zhang (Leitai Hanmu) der Zeit der Östlichen Han-Dynastie (siehe Photo).